# Silverstone Pneus
A Silverstone é uma das principais fabricantes de pneus do mundo, representada no Brasil pela Silverstone do Brasil Ltda.
Com sede na Malásia, pertence ao Lion Group Malaysia (segundo maior grupo empresarial da Malásia, atrás apenas da petrolífera estatal Petronas).
A Silverstone produz pneus de primeira linha desde o início da década de 1980, quando empresários ingleses detentores da marca Silverstone, uniram-se a empresários malaios do ramo do látex para produção de pneus de alta qualidade com preços competitivos.
Em agosto de 2006 iniciou suas atividades no Brasil.